# Llista d'asteroides/174401-174500
| Nom      | Designació provisional | Data de descobriment   | Lloc de descobriment | Descobridor/s  |
| -------- | ---------------------- | ---------------------- | -------------------- | -------------- |
| 174401 - | 2002 VJ62              | 5 de novembre de 2002  | Socorro              | LINEAR         |
| 174402 - | 2002 VU71              | 7 de novembre de 2002  | Socorro              | LINEAR         |
| 174403 - | 2002 VF72              | 7 de novembre de 2002  | Socorro              | LINEAR         |
| 174404 - | 2002 VM72              | 7 de novembre de 2002  | Socorro              | LINEAR         |
| 174405 - | 2002 VV73              | 7 de novembre de 2002  | Socorro              | LINEAR         |
| 174406 - | 2002 VL75              | 7 de novembre de 2002  | Socorro              | LINEAR         |
| 174407 - | 2002 VW75              | 7 de novembre de 2002  | Socorro              | LINEAR         |
| 174408 - | 2002 VG76              | 7 de novembre de 2002  | Socorro              | LINEAR         |
| 174409 - | 2002 VM79              | 7 de novembre de 2002  | Socorro              | LINEAR         |
| 174410 - | 2002 VT80              | 7 de novembre de 2002  | Socorro              | LINEAR         |
| 174411 - | 2002 VP86              | 8 de novembre de 2002  | Socorro              | LINEAR         |
| 174412 - | 2002 VU101             | 11 de novembre de 2002 | Socorro              | LINEAR         |
| 174413 - | 2002 VC107             | 12 de novembre de 2002 | Socorro              | LINEAR         |
| 174414 - | 2002 VL111             | 13 de novembre de 2002 | Socorro              | LINEAR         |
| 174415 - | 2002 VS111             | 13 de novembre de 2002 | Palomar              | NEAT           |
| 174416 - | 2002 VQ112             | 13 de novembre de 2002 | Palomar              | NEAT           |
| 174417 - | 2002 VF114             | 13 de novembre de 2002 | Palomar              | NEAT           |
| 174418 - | 2002 VZ121             | 13 de novembre de 2002 | Palomar              | NEAT           |
| 174419 - | 2002 VS129             | 6 de novembre de 2002  | Haleakala            | NEAT           |
| 174420 - | 2002 VU139             | 14 de novembre de 2002 | Socorro              | LINEAR         |
| 174421 - | 2002 WS1               | 23 de novembre de 2002 | Palomar              | NEAT           |
| 174422 - | 2002 WW1               | 23 de novembre de 2002 | Palomar              | NEAT           |
| 174423 - | 2002 WS7               | 24 de novembre de 2002 | Palomar              | NEAT           |
| 174424 - | 2002 WY13              | 28 de novembre de 2002 | Anderson Mesa        | LONEOS         |
| 174425 - | 2002 WF15              | 28 de novembre de 2002 | Anderson Mesa        | LONEOS         |
| 174426 - | 2002 WO18              | 30 de novembre de 2002 | Socorro              | LINEAR         |
| 174427 - | 2002 WL19              | 25 de novembre de 2002 | Palomar              | S. F. Hönig    |
| 174428 - | 2002 XS                | 1 de desembre de 2002  | Socorro              | LINEAR         |
| 174429 - | 2002 XZ7               | 2 de desembre de 2002  | Socorro              | LINEAR         |
| 174430 - | 2002 XO11              | 3 de desembre de 2002  | Palomar              | NEAT           |
| 174431 - | 2002 XA12              | 3 de desembre de 2002  | Palomar              | NEAT           |
| 174432 - | 2002 XG13              | 3 de desembre de 2002  | Haleakala            | NEAT           |
| 174433 - | 2002 XN16              | 3 de desembre de 2002  | Palomar              | NEAT           |
| 174434 - | 2002 XK22              | 3 de desembre de 2002  | Palomar              | NEAT           |
| 174435 - | 2002 XU27              | 5 de desembre de 2002  | Socorro              | LINEAR         |
| 174436 - | 2002 XJ30              | 6 de desembre de 2002  | Socorro              | LINEAR         |
| 174437 - | 2002 XK30              | 6 de desembre de 2002  | Socorro              | LINEAR         |
| 174438 - | 2002 XW30              | 6 de desembre de 2002  | Socorro              | LINEAR         |
| 174439 - | 2002 XF39              | 7 de desembre de 2002  | Desert Eagle         | W. K. Y. Yeung |
| 174440 - | 2002 XQ39              | 9 de desembre de 2002  | Desert Eagle         | W. K. Y. Yeung |
| 174441 - | 2002 XV40              | 7 de desembre de 2002  | Socorro              | LINEAR         |
| 174442 - | 2002 XE43              | 9 de desembre de 2002  | Desert Eagle         | W. K. Y. Yeung |
| 174443 - | 2002 XP43              | 6 de desembre de 2002  | Socorro              | LINEAR         |
| 174444 - | 2002 XH59              | 12 de desembre de 2002 | Palomar              | NEAT           |
| 174445 - | 2002 XA60              | 10 de desembre de 2002 | Socorro              | LINEAR         |
| 174446 - | 2002 XS64              | 11 de desembre de 2002 | Socorro              | LINEAR         |
| 174447 - | 2002 XO67              | 10 de desembre de 2002 | Socorro              | LINEAR         |
| 174448 - | 2002 XN68              | 12 de desembre de 2002 | Haleakala            | NEAT           |
| 174449 - | 2002 XC75              | 11 de desembre de 2002 | Socorro              | LINEAR         |
| 174450 - | 2002 XO75              | 11 de desembre de 2002 | Socorro              | LINEAR         |
| 174451 - | 2002 XH77              | 11 de desembre de 2002 | Socorro              | LINEAR         |
| 174452 - | 2002 XJ77              | 11 de desembre de 2002 | Socorro              | LINEAR         |
| 174453 - | 2002 XQ79              | 11 de desembre de 2002 | Socorro              | LINEAR         |
| 174454 - | 2002 XJ82              | 11 de desembre de 2002 | Socorro              | LINEAR         |
| 174455 - | 2002 XC84              | 13 de desembre de 2002 | Anderson Mesa        | LONEOS         |
| 174456 - | 2002 XT87              | 12 de desembre de 2002 | Palomar              | NEAT           |
| 174457 - | 2002 XG108             | 6 de desembre de 2002  | Socorro              | LINEAR         |
| 174458 - | 2002 XU109             | 6 de desembre de 2002  | Socorro              | LINEAR         |
| 174459 - | 2002 YL4               | 29 de desembre de 2002 | Socorro              | LINEAR         |
| 174460 - | 2002 YQ9               | 31 de desembre de 2002 | Socorro              | LINEAR         |
| 174461 - | 2002 YO11              | 31 de desembre de 2002 | Socorro              | LINEAR         |
| 174462 - | 2002 YB16              | 31 de desembre de 2002 | Socorro              | LINEAR         |
| 174463 - | 2002 YV18              | 31 de desembre de 2002 | Socorro              | LINEAR         |
| 174464 - | 2002 YM22              | 31 de desembre de 2002 | Socorro              | LINEAR         |
| 174465 - | 2002 YK32              | 27 de desembre de 2002 | Palomar              | NEAT           |
| 174466 - | 2002 YO36              | 31 de desembre de 2002 | Apache Point         | SDSS           |
| 174467 - | 2002 YP36              | 31 de desembre de 2002 | Socorro              | LINEAR         |
| 174468 - | 2003 AP1               | 1 de gener de 2003     | Socorro              | LINEAR         |
| 174469 - | 2003 AP6               | 1 de gener de 2003     | Kitt Peak            | Spacewatch     |
| 174470 - | 2003 AY7               | 2 de gener de 2003     | Socorro              | LINEAR         |
| 174471 - | 2003 AM12              | 1 de gener de 2003     | Socorro              | LINEAR         |
| 174472 - | 2003 AX12              | 1 de gener de 2003     | Socorro              | LINEAR         |
| 174473 - | 2003 AX16              | 6 de gener de 2003     | Needville            | Needville      |
| 174474 - | 2003 AR17              | 5 de gener de 2003     | Anderson Mesa        | LONEOS         |
| 174475 - | 2003 AY19              | 5 de gener de 2003     | Socorro              | LINEAR         |
| 174476 - | 2003 AJ21              | 5 de gener de 2003     | Socorro              | LINEAR         |
| 174477 - | 2003 AP24              | 4 de gener de 2003     | Socorro              | LINEAR         |
| 174478 - | 2003 AN27              | 4 de gener de 2003     | Socorro              | LINEAR         |
| 174479 - | 2003 AZ34              | 7 de gener de 2003     | Socorro              | LINEAR         |
| 174480 - | 2003 AH40              | 7 de gener de 2003     | Socorro              | LINEAR         |
| 174481 - | 2003 AO56              | 5 de gener de 2003     | Socorro              | LINEAR         |
| 174482 - | 2003 AJ59              | 5 de gener de 2003     | Socorro              | LINEAR         |
| 174483 - | 2003 AP59              | 5 de gener de 2003     | Socorro              | LINEAR         |
| 174484 - | 2003 AG68              | 8 de gener de 2003     | Socorro              | LINEAR         |
| 174485 - | 2003 AU68              | 9 de gener de 2003     | Socorro              | LINEAR         |
| 174486 - | 2003 AU78              | 10 de gener de 2003    | Socorro              | LINEAR         |
| 174487 - | 2003 AH94              | 10 de gener de 2003    | Socorro              | LINEAR         |
| 174488 - | 2003 BX1               | 23 de gener de 2003    | Kitt Peak            | Spacewatch     |
| 174489 - | 2003 BV10              | 26 de gener de 2003    | Anderson Mesa        | LONEOS         |
| 174490 - | 2003 BV11              | 26 de gener de 2003    | Anderson Mesa        | LONEOS         |
| 174491 - | 2003 BB12              | 26 de gener de 2003    | Anderson Mesa        | LONEOS         |
| 174492 - | 2003 BF13              | 26 de gener de 2003    | Haleakala            | NEAT           |
| 174493 - | 2003 BT15              | 26 de gener de 2003    | Anderson Mesa        | LONEOS         |
| 174494 - | 2003 BY16              | 26 de gener de 2003    | Haleakala            | NEAT           |
| 174495 - | 2003 BZ16              | 26 de gener de 2003    | Haleakala            | NEAT           |
| 174496 - | 2003 BW19              | 26 de gener de 2003    | Haleakala            | NEAT           |
| 174497 - | 2003 BG22              | 25 de gener de 2003    | Palomar              | NEAT           |
| 174498 - | 2003 BK38              | 27 de gener de 2003    | Anderson Mesa        | LONEOS         |
| 174499 - | 2003 BY38              | 27 de gener de 2003    | Socorro              | LINEAR         |
| 174500 - | 2003 BN42              | 28 de gener de 2003    | Socorro              | LINEAR         |